# Zillah Eisenstein
Zillah R. Eisenstein, född 1948, är en amerikansk statsvetare och feminist.
Eisenstein utgav 1984 boken Feminism and Sexual Equality: Crisis in Liberal America, i vilken hon argumenterar för att all feminism är liberal i grunden, men att även den mest utpräglade liberalfeminismen har en inneboende radikal potential i dess strävan efter att uppnå jämställdhet mellan könen. Hon hävdar att den feministiska revolutionen hotas inte enbart av antifeministiska krafter, utan även av den feminism som lägger större vikt vid könsskillnader än mänskliga likheter. Hon betecknar denna feminism som revisionistisk feminism och ser likheter mellan denna och neokonservativa strömningar i 1980-talets USA. Trots att den inte är samma sak som antifeminism ser hon denna som ett större hot mot jämställdhet mellan könen. Hon betraktar Betty Friedan, i synnerhet efter utgivningen av Andra stadiet (1981), som en framstående företrädare för denna typ av feminism. Eisenstein i övrigt bland annat utgivit The Radical Future of Liberal Feminism (1981).